# Агенција за лекове и медицинска средства Србије
Агенција за лекове и медицинска средства Србије (АЛИМС) је модерна, ефикасна и друштвено одговорна институција владе Р. Србије која својим радом доприноси остваривању основног људског права за приступ квалитетним, безбедним и ефикасним лековима и медицинским средствима, и промовише и унапређује здравље људи и животиња.
Агенција за лекове и медицинска средства Србије основана је 1. октобра 2004. на основу „Закона о лековима и медицинским средствима Републике Србије“. Оснивањем АЛИМС престaо је да постоји Завод за фармацију Србије, од кога је агенција преузелa средства, опрему и надлежности.

## Задаци
Основни задаци Агенција за лекове и медицинска средства Србије су:
- издавање дозвола за стављање у промет квалитетних, безбедних и ефикасних лекова и медицинских средстава,
- пружање адекватних информација, како би употреба тих лекова и медицинских средстава била безбедна и рационална,
- контрола квалитета лекова и медицинских средстава, која је у потпуности усаглашена са свим националним и међународним законима и стандардима.

## Активности
Активности које се обављају у Агенцији односе се на послове пре издавања дозволе за стављање у промет (премаркетиншке активности) и активности које се обављају после стављања у промет (постмаркетиншке активности) лекова и медицинских средстава.
Активности у Агенцији за лекове и медицинска средства Србије одвијају се у два објекта;
- старој згради, која је припадала Заводу за фармацију Србије и
- новом објекту, чија је изградња финансирана из пројекта Европске агенције за реконструкцију.

## Организација
У Агенцији за лекове и медицинска средства Србије (АЛИМС), ради обављања сродних, међусобно повезаних послова, постоје:
Канцеларија директора
Управљање квалитетом
Група за регулаторне послове
Национална контролна лабораторија
- Физичко-хемијска лабораторија
- Инструментална лабораторија
- Микробиолошка лабораторија – Batch release
- Фармаколошка лабораторија – Виваријум

Одељење за управљање квалитетом и подршку
Ветеринарски сектор
Национални центар за информације о лековима и медицинским средствима
Центар за хумане лекове
- Сектор за издавање дозвола
- Сектор за процену ефикасности и безбедности лека
- Фармацеутски сектор
- Сектор за клиничка испитивања
- Национални центар за фармаковигиланцу

Центар за подршку
- Финансијски сектор
  - Одсек за рачуноводствене послове
  - Одељење за комерцијалне послове и јавне набавке
- Административни сектор
  - Одељење за правне и опште послове
  - Служба за пријем захтева из надлежности агенције и послове писарнице
- Одсек за информациону технологију

Сектор за медицинска средства

### Опрема
Агенција за лекове и медицинска средства Србије располаже савременом опремом, неопходном како за контролу квалитета лекова и медицинских средстава, (која по свом стандарду одговара најстрожим светским захтевима у области контроле квалитета), тако и информатичком подршком у свим процесима који се у АЛИМС-у обављају. Неопходне квалификације и калибрације опреме, као и процеси заштите података на рачунару у АЛИМС-у се редовно обављају, према унапред дефинисаним плановима.
АЛИМС поседује и савремени информациони систем који је заснован на релационој бази ORALCE 9i, што представља једну од најсавременијих информационих технологија у свету кад је реч о информационим системима. Апликације свих пословних функција у интегралном информационом систему АЛИМС-а прилагођене су стварним активностима и заснивају се на постојећим стандардним оперативним процедурама (стандард ISO 9001:2000).